# Ляшенко Геннадій Іванович
Генна́дій Іва́нович Ляше́нко  (1 червня 1938 Ногайське, тепер місто Приморськ Запорізької області — 21 липня 2017, Київ) — український композитор, педагог, музикознавець, музично-громадський діяч.

## Біографія
Закінчив Львівську консерваторію по класу композиції А. Солтиса (1963), аспірантуру при Київській консерваторії (1971).
Старший викладач Львівської (1966—1968), Київської (з 1971) консерваторій, доцент (1978), професор (1988) кафедри композиції та інструментування Київської консерваторії.
Кандидат мистецтвознавства (1972).
Помер 21 липня 2017 року у Києві.
Донька, Денисенко Марина Геннадіївна — українська композиторка, поетеса, музикознавець. 

## Нагороди
3аслужений діяч мистецтв УРСР (1987), народний артист України (1996). Лауреат премії ім. М. Лисенка (1999), премії ім. Б. Лятошинського (2004). Член НСКУ.

## Творчість
- Балет «Гарсіа Лорка» (лібрето В. Курінського, 1987);
- Вокально-симфонічні:
  - 3 кантати;
  - Симфонія-реквієм (сл. Р. Рождественського, 1963);
  - «Вітражі і пейзажі» (сл. Б.-І. Антонича, 1997);
- Для симфонічного оркестру:
  - 5 симфоній (1971, 1977, 1982 — «Дніпровські райдуги»);
  - Сюїта «Карпатські новели» (за мотивами новел В. Стефаника, 1973);
  - 2 симфонієти (1967, 1970);
  - «Драматична поема» (1968);
  - Симфонія-концерт (1980);
  - «Pro memoria» (1992);
- Для камерного оркестру:
  - «Український триптих» (1976);
  - «Lamento» (1992);
- Концерти:
  - Для віолончелі з оркестром (1982);
  - Для контрабаса зі струнним оркестром (1990);
  - Для альта з оркестром
- Камерно-інструментальін твори;
- П'єси для арфи, фортепіано, 2-х фортепіано;
- Хори;
- Вокальні цикли:
  - «Ліричні пісні» (1973);
  - «Пастелі» (1974);
- Пісні;
- Музика до кінофільму «Таємниці святого Юра» (1982).

Музикознавчі праці:
- Роль фуги в драматургії неполіфонічних форм. — К., 1976;
- Статті в наукових збірках, у пресі.